# Лынько, Сергей Николаевич
Сергей Николаевич Лынько (бел. Сяргей Мікалаевіч Лынько; род. 16 октября 1989, Минск) — белорусский футболист, защитник клуба «Крумкачи».

## Клубная карьера
Сергей является воспитанником минского «Торпедо», первый тренер — Вячеслав Максимович Царюк. Игровую карьеру начал в 2007 году в «Дариде», которая на то время выступала в высшей лиге. В клубе провел полтора сезона, но за основную команду так и не сыграл.
Затем была служба в армии, а после неё игрок остался без клуба — «Дарида» прекратила свое существование. В 2010 году поступило предложение от Александра Холодинского поиграть за «Ислочь» в чемпионате Минской области. С того времени Лынько выступал за «волков», пройдя все ступени: от областного чемпионата до выхода в высшую лигу. В 2013 году вместе с «Ислочью» съездил в Италию на самый крупный любительский турнир, выиграв бронзовые медали Кубка регионов УЕФА. После турнира получил звание Мастер спорта.
В 2016 году Лынько отправился в аренду в минское «Торпедо», где переквалифицировался на позицию защитника. Провел там весь сезон, а в 2017 вернулся в «Ислочь». Дебют в высшей лиге состоялся 1 апреля 2017 года в гостевом матче с «Торпедо-БелАЗ» (1:2). В элитном дивизионе провел только 10 игр, но забитыми мячами не отличился, хотя оформил дубль в матче 1/16 финала Кубка Белоруссии с «Белшиной».
9 января 2018 года покинул «Ислочь» по истечении срока контракта и вернулся в «Торпедо». В ноябре продлил контракт с командой.
Выступал за минский клуб полтора года, пока в августе 2019 года «Торпедо» не было расформировано из-за финансовых проблем. В августе 2019 года перешел в «Ереван», но и этот клуб к концу года был расформирован. В марте 2020 года подписал контракт с «Крумкачами», а в начале 2021 года перешёл в «Динамо-Брест». В сезоне 2021 чередовал выходы в стартовом составе и на замену. В феврале 2022 года продлил контракт с динамовцами. В июне 2022 года перенёс операцию из-за проблем с паховыми кольцами.
В марте 2023 года перешёл в «Молодечно-2018». В июле 2023 года футболист покинул клуб. В июле 2023 года футболист стал игроком «Крумкачй».

## Достижения

### Командные
«Ислочь»
- Победитель Первой лиги: 2015
- Бронзовый призёр Второй лиги: 2012
- Бронзовый призёр Кубка регионов УЕФА: 2013[англ.]

### Личные
- Мастер спорта по футболу[источник не указан 2361 день]